# Епархия Малакка-Джохора
Епархия Малакка-Джохора (лат. Dioecesis Melakana-Giohorana) — епархия Римско-Католической Церкви c центром в городе Джохор-Бару, Малайзия. Епархия Малакка-Джохора входит в архиепархию Куала-Лумпура.

## История
18 декабря 1972 года Римский папа Иоанн Павел II издал буллу Spe certa ducti, которой разделил епархию Малакка-Сингапура на две новые церковные структуры: епархию Малакка-Джохора и архиепархию Сингапура.

## Ординарии епархии
- епископ James Chan Soon Cheong (18.12.1972 — 10.12.2001);
- епископ Paul Tan Chee Ing (13.02.2003 — 19.11.2015);
- епископ Anthony Bernard Paul (с 19 ноября 2015 года).

## Источник
- Annuario Pontificio, Libreria Editrice Vaticana, Città del Vaticano, 2003, ISBN 88-209-7422-3